# Kaliman Asen II.
Kaliman Asen II. (bug. Калиман Асен II) bio je car Bugarske veoma kratko vrijeme 1256. godine. Nije poznato kada je rođen.
Njegov otac, sebastokratōr Aleksandar, bio je princ, sin carice Elene i cara Ivana Asena I. Kaliman je bio nećak Ivana Asena II. i bratić bizantske carice Elene Asenine.
Ime Kalimanove majke nije nam poznato, ali postoji teorija da je ona bila srbijanska princeza.
Godine 1256. Kaliman je ubio svog bratića, cara Mihaela Asena I. te je uzurpirao tron i oženio bratićevu ženu, kćer Rastislava Mstislavića.
Ipak, Kaliman se nije dugo održao na prijestolju, jer je uskoro ubijen nakon što su ga napustile pristaše. Rastislav je neko vrijeme bio car Bugarske. Carem je zatim postao Mico Asen.